# Uvall

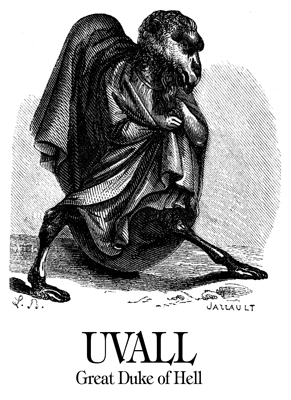
Uvall.

Na demonologia, Vual (também grafado Uvall, Voval, Vreal, Wal ou Wall) é o Poderoso Grande Duque do Inferno, comandando trinta e sete legiões de demônios. Ele dá o amor das mulheres, faz amizades entre amigos e inimigos, e diz coisas referentes ao passado, presente e vindouras. 
Vual é descrito como um dromedário que, depois de um tempo, muda para a forma de um homem e fala a língua egípcia, mas não perfeitamente, com uma voz profunda.